# El conflicto de los Marx

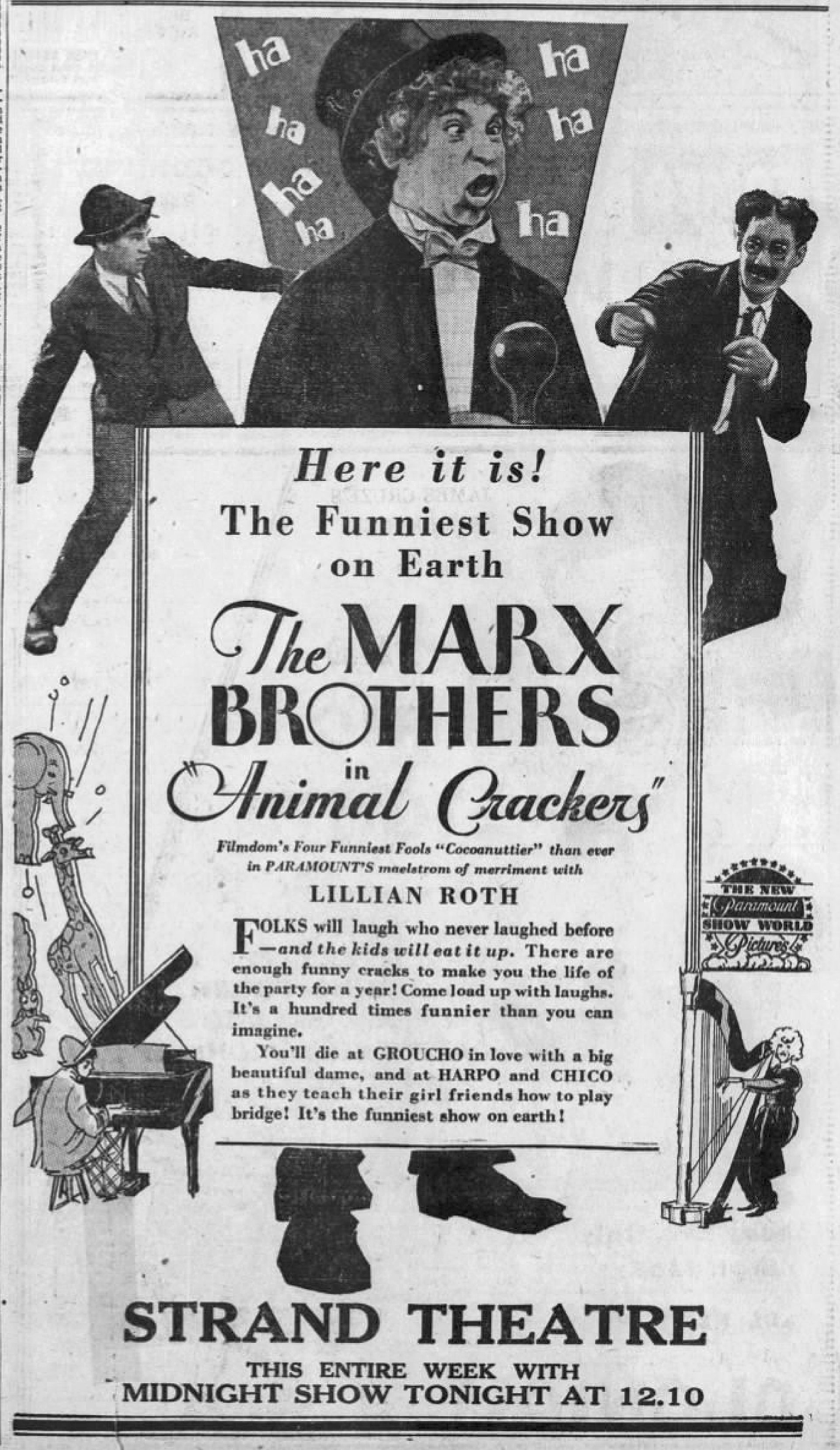
Anuncio de Strand Theatre para la película de comedia estadounidense Animal Crackers de Los hermanos Marx (1930)

El conflicto de los Marx (en inglés, Animal Crackers) es una de las primeras películas largometraje de los Hermanos Marx, filmada en los albores de los años 30, en una época difícil para producir cine con mucho presupuesto. Pero Los cuatro hermanos no lo necesitaban, sin duda alguna. Los tres principales, como siempre, se entrometen inexplicablemente en un conflicto: el robo y falsificación de una pintura muy famosa de Beaugarde (en la versión doblada al castellano, Monegar). En esta película, tiene lugar la conocida escena de la selva, donde Groucho se mofa cruelmente de las capacidades intelectuales de la Dumond o Señorita Ritten-Rotten. También destaca la escena del tema recurrente en el piano de Chico. Tiene todos los ingredientes necesarios, pero aún crudos, o por lo menos, sin mucho refinamiento, por lo que resulta más que recomendable para sentir las escenas del vodevil que no pudimos presenciar.[cita requerida]